# رئة كتابية

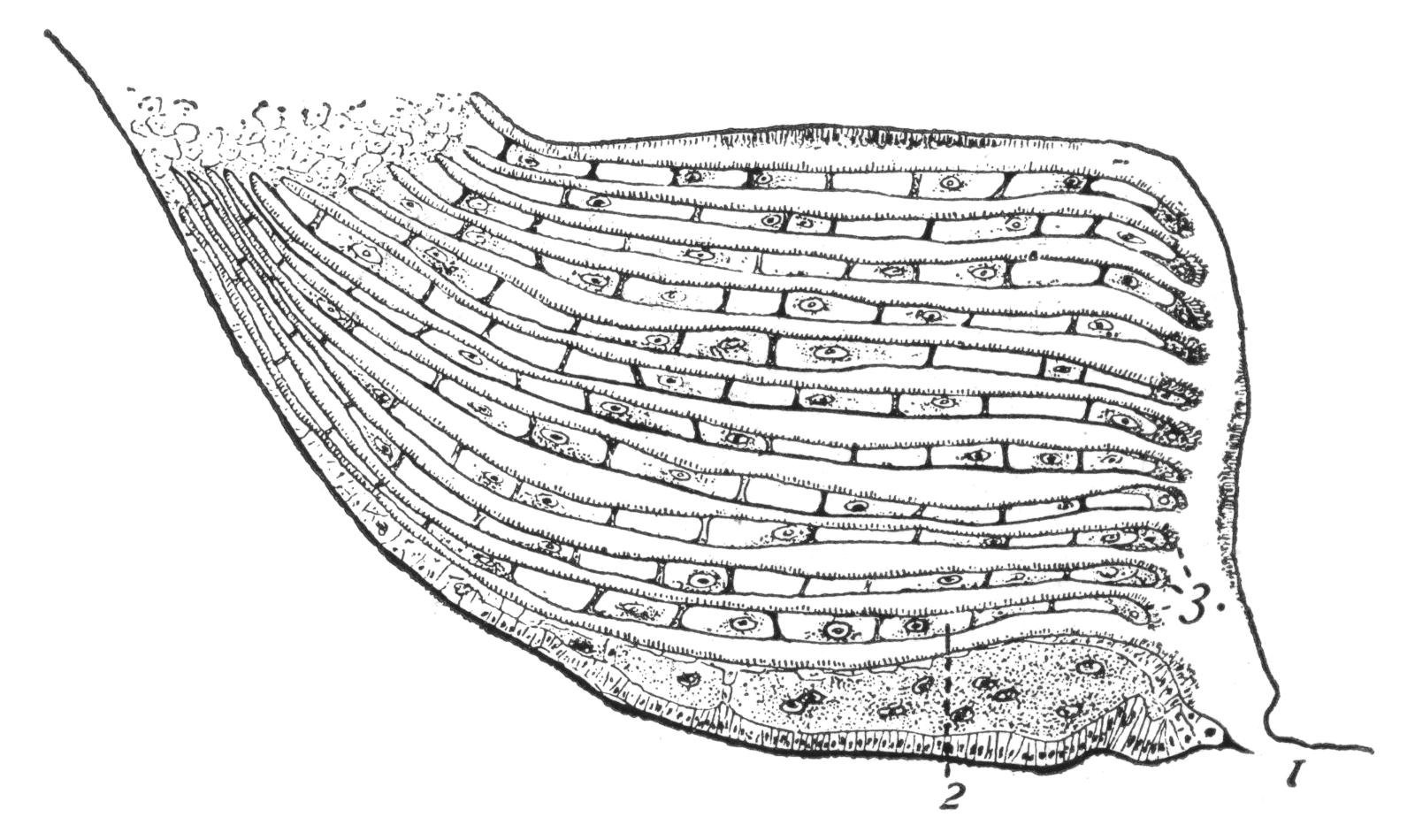
الرئة الكتابية.

الرئة الكتابية (بالإنجليزية: Book lung)‏، هو نوع خاص من الجهاز التنفسي يتواجد في العنكبوتيات، وهي سلسلة صفائح تشبه الأوراق مرتبة مثل الكتاب تقع ضمن حجرة يسحب الهواء إلى هذه الحجرة، ثم يطرد منها بالانقباضات العضلية، تُشكل الرئة الكتابية إلى جانب القصبة الهوائية الجهاز التنفسي الكامل للعنكبوتيات وأحياناً تعمل الرئات الكتابية عمل القصبة الهوائية. وتوجد الرئات الكتابية في تجاويف بطن العنكبوت، حيث يدخل الهواء إلى هذه التجاويف خلال شق صغير على كل جانب بالقرب من مقدمة البطن. وتتكون كل رئة كتابية مما يقرب من 15 أو يزيد من الثنيات الرقيقة المنبسطة، وتحتوي أنسجة الرئة الكتابية على العديد من الأوعية الدموية التي تلتقط الأكسجين إلى الداخل.